# Joan Marion
Joan Marion (nasceu Joan Nicholls; Launceston, Tasmânia, Austrália, 28 de setembro de 1908 – Sheringham, Norfolk,Inglaterra, 5 de novembro de 2001) foi uma atriz australiana.

## Filmografia selecionada
- The River House Ghost (1932)
- The Stolen Necklace (1933)
- The Melody-Maker (1933)
- Lord of the Manor (1933)
- Tangled Evidence (1934)
- Sensation (1936)
- For Valour (1937)
- Premiere (1938)
- Black Limelight (1939)
- Dead Man's Shoes (1940)
- Ten Days in Paris (1940)
- Spies of the Air (1940)
- Tons of Trouble (1956)